# Aspidistra umbrosa
Aspidistra umbrosa är en sparrisväxtart som beskrevs av Tillich. Aspidistra umbrosa ingår i släktet Aspidistra och familjen sparrisväxter. Inga underarter finns listade i Catalogue of Life.